# John Robbins Barnaby
John Robbins Barnaby fue un programador de software estadounidense, que sentó las bases para la construcción de un Editor de textos mejor que el que había hasta el momento (CP/M’s ED). Fue el creador, junto con Seymour Rubenstein, del procesador de texto WordStar.

## Biografía
Siguiendo a la finalización de WordMaster y Supersort, Barnaby se puso a trabajar en el nuevo procesador de textos que Rubenstein tenía en mente, lo que sería finalmente el procesador de palabras WordStar. Esta primera versión de WordStar, como fue llamado el editor, estaba compuesto de 2 programas: un editor (WordMaster) y un visualizador (SuperSort) que vieron la luz entre 1976 y 1977, respectivamente. Para entonces Barnaby fue atraído desde IMSAI, su empresa en la época, por su director de marketing Seymour Rubenstein a una nueva empresa, llamada MicroPro International.
Barnaby estaba cansado después de haber estado trabajando durante mucho tiempo por lo que en 1979-1980 dejó de desarrollar el programa y se tomó un merecido descanso. Este descanso se prolongó hasta marzo de 1980 cuando Barnaby finalmente sin ganas de seguir desarrollando, abandonó MicroPro.
Sin embargo los caminos de Barnaby y Rubinstein se volverían a juntar, ya que Epson había producido un pequeño ordenador, que utilizaba una pantalla LCD integrada, quería una versión personalizada de WordStar ROM. Se estimaba que los programadores de MicroPro tardarían alrededor de 6 meses para hacer la conversión y Rubenstein les dijo que Barnaby lo haría en menos tiempo, por lo que llamó a Barnaby quien aceptó exigiendo un sueldo de 100$ la hora y completando el trabajo en 2 semanas después de lo cual volvió a dejar la empresa.